# ウホッホ探険隊
『ウホッホ探険隊』（ウホッホたんけんたい）は、干刈あがたによる1983年の小説。
1986年に映画化された。

## 映画
1986年、根岸吉太郎監督、森田芳光脚色により公開された日本映画。

### プロット
榎本登起子は、夫の和也と子供たちと暮らしていたが、和也が職場近くのアパートに住むことになった。登起子は、和也が良子と浮気をしていることを知った。
登起子は、2人の息子 太郎と次郎に、父親と離婚することを決意したと話した。子供たちはショックを受けるが、母親の立場を理解していた。
和也は状況を改善しようとする。

### キャスト
- 十朱幸代 - 榎本登起子[1]
- 田中邦衛 - 榎本和也[1]
- 村上雅俊 - 榎本太郎[1]
- 本山真二 - 榎本次郎[1]
- 藤真利子 - 美際良子[1]
- 時任三郎 - カメラマン[1]
- 斉藤慶子 - 定岡みどり[1]
- 陣内孝則 - 定岡勉[1]
- 速水典子 - 勉の女[1]
- 柴田恭兵 - 景浦選手（プロ野球選手）[1]
- 加藤治子 - 坂崎くに子[1]
- 津川雅彦 - テープの声[1]
- 生田智子[3]
- 重松収、入江正徳 ほか

### スタッフ
- 監督 - 根岸吉太郎[1]
- 脚本 - 森田芳光[1]
- 原作 - 干刈あがた 『ウホッホ探険隊』[1]
- 撮影 - 丸池納[1]
- 音楽 - 鈴木さえ子[1]
- 美術 - 木村威夫[1]
- 録音 - 小野寺修[1]
- 照明 - 木村誠作[1]
- 編集 - 川島章正[1]
- 助監督 - 榎戸耕史[1]、渡辺容大、宮城仙雅、篠原哲雄
- 現像 - IMAGICA
- スタジオ - にっかつ撮影所
- 車両協力 - オートラマ
- 製作者 - 岡田裕、宮坂進、波多腰晋二[1]
- プロデューサー - 山本勉、横山宗喜[1]
- 製作 - ディレクターズ・カンパニー、ニュー・センチュリー・プロデューサーズ(NCP)、日本テレビ放送網[1]
- 配給 - 東宝[1]

### 受賞歴
- 1986年度 第60回キネマ旬報[4]
  - 脚本賞 森田芳光（『ウホッホ探検隊』）[5]
  - 日本映画ベスト・テン3位 『ウホッホ探険隊』（根岸吉太郎監督）
- 1986年度 第29回ブルーリボン賞[6][5]
  - 作品賞 - 『ウホッホ探険隊』
  - 主演男優賞 - 田中邦衛（『ウホッホ探険隊』）
- 1986年度 第8回ヨコハマ映画祭
  - 作品賞 『ウホッホ探険隊』（根岸吉太郎）[5]
  - 脚本賞 森田芳光（『そろばんずく』『ウホッホ探険隊』）[5]
  - 日本映画ベストテン1位 『ウホッホ探険隊』（根岸吉太郎）
- 1986年 第41回毎日映画コンクール[7]
  - 作品部門 日本映画優秀賞 『ウホッホ探険隊』
  - スタッフ部門 美術賞 木村威夫『海と毒薬』『ウホッホ探険隊』『夢みるように眠りたい』[5]
  - スタッフ部門 音楽賞 鈴木さえ子『ウホッホ探検隊』[5]
- 1986年度 第11回報知映画賞
  - 監督賞 根岸吉太郎（『ウホッホ探険隊』）[8]

## 関連文献
- 『ウホッホ探険隊 : シナリオ写真集 ドキめく離婚のプロポーズ!? 根岸吉太郎監督作品』東宝株式会社事業部出版・商品販促室、1986年10月30日。